# Siergiej Biesieda
Siergiej Biesieda (ros. Сергей Орестович Беседа; ur. 17 maja 1954) – rosyjski oficer, dowódca wydziału piątego Federalnej Służby Bezpieczeństwa Federacji Rosyjskiej, odpowiedzialnej za nadzorowanie operacji wywiadowczych i działań międzynarodowych.
W lipcu 2014 roku został objęty sankcjami przez Unię Europejską.
Po inwazji Rosji na Ukrainę Biesieda został aresztowany pod zarzutem rzekomego dezinformowania kierownictwa państwa co do sytuacji na Ukrainie i sprzeniewierzenie środków z funduszu operacyjnego przeznaczonego na agenturę